# Fremsjön
Fremsjön är en sjö i Vilhelmina kommun i Lappland och ingår i Ångermanälvens huvudavrinningsområde. Sjön har en area på 0,435 kvadratkilometer och ligger 900,2 meter över havet. Fremsjön ligger i Vardo- Laster- och Fjällfjällen Natura 2000-område. Sjön avvattnas av vattendraget Fremsbäcken.

## Delavrinningsområde
Fremsjön ingår i det delavrinningsområde (723778-143191) som SMHI kallar för Utloppet av Fremsjön. Medelhöjden är 1 038 meter över havet och ytan är 9,05 kvadratkilometer. Det finns inga avrinningsområden uppströms utan avrinningsområdet är högsta punkten. Fremsbäcken som avvattnar avrinningsområdet har biflödesordning 2, vilket innebär att vattnet flödar genom totalt 2 vattendrag innan det når havet efter 427 kilometer. Avrinningsområdet består mestadels av kalfjäll (95 procent). Avrinningsområdet har 0,24 kvadratkilometer vattenytor vilket ger det en sjöprocent på 2,6 procent.